# Sheryl Lee
Sheryl Lee, född 22 april 1967 i Augsburg i Västtyskland, är en amerikansk skådespelare. Hon växte upp i Boulder, Colorado. Hennes mest kända roll är som Laura Palmer (och Madeleine Ferguson) i TV-serien Twin Peaks (1990–1991, 2017).

## Filmografi i urval
- 1990–1991 – Twin Peaks (TV-serie) (18 avsnitt)
- 1992 – Twin Peaks: Fire Walk with Me
- 1994 – Backbeat
- 1996 – Mother Night
- 1997 – David (TV-film)
- 1998 – Vampires
- 1999 – Bliss
- 2007 – Dirty Sexy Money (TV-serie)
- 2010 – Winter's Bone
- 2011 – Texas Killing Fields
- 2014 – White Bird in a Blizzard
- 2017 – Twin Peaks säsong 3 (TV-serie)